# Adelajda z Vilich
Adelajda z Vilich (ur. ok. 960–970 na zamku w Geldern, zm. 5 lutego 1015 w Kolonii) – ksieni w Vilich (obecnie płn. dzielnica Bonn) i Kolonii, święta Kościoła katolickiego.
Była córką grafa Hamalandu Megingoza i jego żony Gerbergi z Metzu oraz prawnuczką (ze strony matki) Karola III Prostaka. Kształciła się w klasztorze św. Urszuli w Vilich koło Bonn.
Kiedy w 978 roku jej jedyny brat zginął podczas wojny z Czechami, jej rodzice założyli klasztor (z regułą św. Hieronima) w 983 roku dla panien kanoniczek, a Adelajda została jego pierwszą ksieni. W 987 Otton III (cesarz rzymski) nadał klasztorowi regułę św. Benedykta i utworzył przyklasztorną szkołę. Po śmierci siostry Bertrady (1002) Adelajda została jej następczynią i przeoryszą w kolońskim opactwie Panny Marii na Kapitolu (niem. Sankt Maria im Kapitol), oraz powiernicą i doradczynią ówczesnego arcybiskupa Kolonii św. Heryberta (zm. 1021). Wspomagała biednych i potrzebujących w Nadrenii.
Zmarła w opactwie w Kolonii w wieku ok. 50 lat i tamże została pochowana. Podczas kasztelańskiej wojny (niem. Truchsessischen Krieg, 1583–1588) jej relikwie zostały skradzione; pozostały tylko części kości ramiennej. Późnogotycki sarkofag w południowej nawie kościoła jest pusty.
Kult

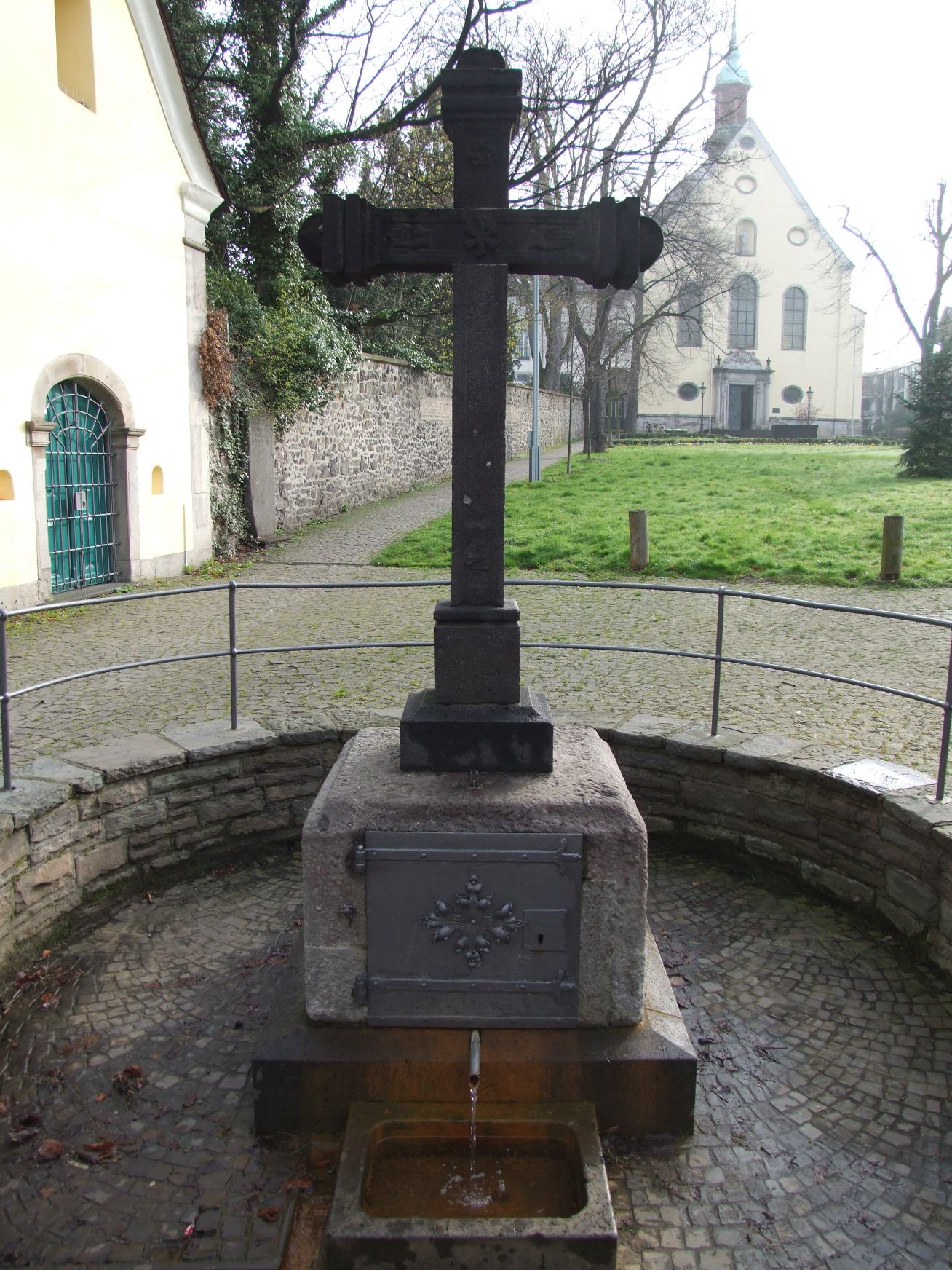
Fontanna św. Adelajdy w Vilich (Bonn).

Według tradycji, gdy w Vilich nastała susza, Adelejda wspierała darami i chlebem głodujących ludzi oraz modliła się do Boga o ulżeniu im w nieszczęściu. W tym momencie z ziemi wystrzelił strumień wody prosto w ludzi pracujących w ziemi, a w miejscu cudu powstało źródło "Adelheid-Pützchen" (w Pützchen-Bechlinghoven, obecnej dzielnicy Bonn).
Kult religijny Adelajdy zatwierdził Paweł VI w 1966 roku.
W 2008 roku została ogłoszona przez Kongregację ds. Kultu Bożego patronką Bonn, obok żołnierzy Legii Tebańskiej: świętych Kasjusza i Florencjusza, nad grobem których wybudowano kościół ku ich czci. 
Imieniem Adelajdy są również szkoły podstawowe w Vilich i Pützchen, a także dziewczęce katolickie gimnazjum (niem. Sankt-Adelheid-Gymnasium) w Bonn-Beuel.
Jej wspomnienie liturgiczne obchodzone jest w dzienną pamiątkę śmierci.
Na przełomie sierpnia i września corocznie odbywa się w Bonn jarmark Pützchens Markt, podczas którego m.in. piecze się tradycyjny chleb "Dohle" przypominający dobroczynność Adelajdy. Punktem kulminacyjnym jest pielgrzymka do źródła św. Adelajdy i poświęcenie fontanny. Do dzisiejszego dnia woda źródlana jest uważana za środek zaradczy przeciw chorobom oczu.
W ikonografii przedstawiana jest w stroju mniszki. Jej atrybuty to chleb symbol dobroczynności, księga nawiązująca do mądrości życiowej Adelajdy a także do reguły św. Benedykta którą wprowadziła w klasztorze w Vilich, dzban wina, makieta kościoła odnosząca się do fundacji klasztoru dokonanej przez jej rodziców, źródło.